# Jaime Salazar
Jaime Salazar Hernández (* 6. Februar 1931 in Mexiko-Stadt; † März 2011 in Cuernavaca) war ein mexikanischer Fußballspieler, der im Mittelfeld agierte.
Aus den wenig bekannten Daten seiner Vereinsstationen ist lediglich bekannt, dass er zwischen 1953 und 1960 bei seinem Heimatverein Necaxa unter Vertrag stand.
Ferner absolvierte er zwischen dem 26. Februar 1956 gegen Costa Rica (1:1) und dem 3. Juli 1957 gegen Kanada (2:0) insgesamt acht Einsätze für die mexikanische Fußballnationalmannschaft. Er gehörte auch zum mexikanischen WM-Aufgebot 1958, kam dort allerdings nicht zum Einsatz.